# Ascension (2021)
Ascension (chinesisch: 登楼叹) ist ein amerikanischer Dokumentarfilm aus dem Jahr 2021. Jessica Kingdon hat ihn produziert und Regie geführt. Im Film wird das Streben nach dem chinesischen Traum durch soziale Klassen, Produktivitätspriorisierung und Innovation mitverfolgt.
Der Film hatte seine Weltpremiere auf dem Tribeca Film Festival am 12. Juni 2021, wo er als bester Dokumentarfilm ausgezeichnet wurde. Er wurde am 8. Oktober 2021 von MTV Films veröffentlicht.

## Produktion
Ursprünglich wollte Jessica Kingdon eine Trilogie von Kurzfilmen drehen, die sich mit dem Kreislauf von Produktion, Konsum und Verschwendung befassen. Es war jedoch schwierig, die Finanzierung für eine Filmreihe zu sichern, und sie beschloss stattdessen, die Trilogie zu einem Spielfilm zu entwickeln. Kingdon wollte einen Film über den Kapitalismus und seine Auswirkungen auf die Zuschauer in ihren eigenen Ländern drehen und nicht speziell China in den Mittelpunkt stellen. Die Produktion des Films fand an 51 Orten in ganz China statt. Der Titel des Films geht auf ein Gedicht von Jessica Kingdons Urgroßvater zurück.

## Veröffentlichung
Die Weltpremiere des Films fand am 12. Juni 2021 auf dem Tribeca Film Festival statt, wo er den Preis für den besten Dokumentarfilm und den Albert Maysles Award für den besten neuen Dokumentarfilmregisseur gewann. Am 26. September 2021 hatte der Film seine Europapremiere auf dem Zurich Film Festival, wo er im Wettbewerb unter der Kategorie bester Dokumentarfilm lief.
Im August 2021 wurde bekannt gegeben, dass MTV Films die Vertriebsrechte an dem Film erworben habe und ihn am 8. Oktober 2021 veröffentlichen werde.

## Rezeption

### Kritik
Ascension hat eine positive Beurteilung von Filmkritikern erhalten. Auf Rotten Tomatoes hat es eine gute Wertung von 98 %, basierend auf Rezensionen von 44 Kritikern, mit einer Durchschnittsrate von 7,9/10. Auf Metacritic, hält der Film eine Wertung von 84 von 100 Punkten, beurteilt von 13 Kritikern, gesammelt aus Orten, wie den New York Times, The Guardian oder der Zeitschrift Variety.

### Auszeichnungen
| Auszeichnung                              | Datum der Verleihung | Kategorie                                             | Ausgezeichneter                                           | Ergebnis  |               |
| ----------------------------------------- | -------------------- | ----------------------------------------------------- | --------------------------------------------------------- | --------- | ------------- |
| Oscar                                     | 27. März 2022        | Bester Dokumentarfilm                                 | Jessica Kingdon, Kira Simon-Kennedy, und Nathan Truesdell | Nominiert | [ 11 ]        |
| Alliance of Women Film Journalists Awards | 25. Januar 2022      | Bester Dokumentarfilm                                 | Ascension                                                 | Nominiert | [ 12 ]        |
| Cinema Eye Honors                         | 1. März 2022         | Hervorragende Nicht-Fiktionale Darstellung            | Jessica Kingdon, Kira Simon-Kennedy, und Nathan Truesdell | Nominiert | [ 13 ] [ 14 ] |
| Cinema Eye Honors                         | 1. März 2022         | Hervorragende Regie                                   | Jessica Kingdon                                           | Nominiert | [ 13 ] [ 14 ] |
| Cinema Eye Honors                         | 1. März 2022         | Hervorragendes Debut                                  | Jessica Kingdon                                           | Gewonnen  | [ 13 ] [ 14 ] |
| Cinema Eye Honors                         | 1. März 2022         | Hervorragende Kamera                                  | Jessica Kingdon und Nathan Truesdell                      | Gewonnen  | [ 13 ] [ 14 ] |
| Cinema Eye Honors                         | 1. März 2022         | Hervorragende Filmmusik                               | Dan Deacon                                                | Gewonnen  | [ 13 ] [ 14 ] |
| Critics’ Choice Documentary Awards        | 14. November 2021    | Bester Dokumentarfilm                                 | Ascension                                                 | Nominiert | [ 15 ]        |
| Critics’ Choice Documentary Awards        | 14. November 2021    | Beste Regie                                           | Jessica Kingdon                                           | Nominiert | [ 15 ]        |
| Critics’ Choice Documentary Awards        | 14. November 2021    | Bester Dokumentarfilm                                 | Jessica Kingdon                                           | Nominiert | [ 15 ]        |
| Critics’ Choice Documentary Awards        | 14. November 2021    | Beste Filmmusik                                       | Dan Deacon                                                | Nominiert | [ 15 ]        |
| Critics’ Choice Documentary Awards        | 14. November 2021    | Beste Kamera                                          | Jessica Kingdon und Nathan Truesdell                      | Nominiert | [ 15 ]        |
| Critics’ Choice Documentary Awards        | 14. November 2021    | Bester Schnitt                                        | Jessica Kingdon                                           | Nominiert | [ 15 ]        |
| Denver Film Festival                      | 15. November 2021    | Besondere Erwähnung als bester Dokumentarfilm         | Ascension                                                 | Gewonnen  | [ 16 ]        |
| Directors Guild of America Award          | 12. März 2022        | Herausragende Leistung in Regie eines Dokumentarfilms | Jessica Kingdon                                           | Nominiert | [ 17 ]        |
| Gotham Award                              | 29. November 2021    | Bester Dokumentarfilm                                 | Ascension                                                 | Nominiert | [ 18 ]        |
| Hamptons International Film Festival      | 11. Oktober 2021     | Bester Dokumentarfilm                                 | Ascension                                                 | Gewonnen  | [ 19 ]        |
| IDA Documentary Awards                    | 4. März 2022         | Beste Kamera                                          | Jessica Kingdon and Nathan Truesdell                      | Nominiert | [ 20 ] [ 21 ] |
| Independent Spirit Award                  | 6. März 2022         | Best Documentary Feature                              | Jessica Kingdon, Kira Simon-Kennedy, and Nathan Truesdell | Nominiert | [ 22 ]        |
| National Board of Review                  | 2. Dezember 2021     | Top 5 Dokumentarfilme                                 | Ascension                                                 | Gewonnen  | [ 23 ]        |
| Producers Guild of America Award          | 19. März 2022        | Herausragender Produzent eines Dokumentarfilms        | Jessica Kingdon, Kira Simon-Kennedy, and Nathan Truesdell | Nominiert | [ 24 ]        |
| Satellite Award                           | 2. April 2022        | Best Motion Picture                                   | Ascension                                                 | Nominiert | [ 25 ]        |
| Tribeca Film Festival                     | 24. Juni 2021        | Bester Dokumentarfilm                                 | Ascension                                                 | Gewonnen  |               |
| Tribeca Film Festival                     | 24. Juni 2021        | Albert Maysles Award                                  | Jessica Kingdon                                           | Gewonnen  |               |